# Liste des édifices labellisés « Maisons des Illustres » en Corse
Cet article recense les édifices possédant le label « Maisons des Illustres » en Corse, en France. 
Au début 2024, la région compte trois édifices ainsi labellisés.

## Liste
| Édifice                      | Personnalité | Département  | Commune    | Référence | Protection        | Coordonnées                 | Photo |
| ---------------------------- | ------------ | ------------ | ---------- | --------- | ----------------- | --------------------------- | ----- |
| Villa Tino-Rossi             | Tino Rossi   | Corse-du-Sud | Ajaccio    | MI052     |                   | 41° 54′ 21″ N, 8° 40′ 30″ E |       |
| Musée de la Maison Bonaparte | Napoléon Ier | Corse-du-Sud | Ajaccio    | MI051     | Classé MH (1924)  | 41° 55′ 04″ N, 8° 44′ 18″ E |       |
| Musée Pascal-Paoli           | Pascal Paoli | Haute-Corse  | Morosaglia | MI053     | Inscrit MH (1975) | 42° 26′ 16″ N, 9° 18′ 32″ E |       |